# Emilio Tortosa
Emilio Tortosa Cosme (Alcira, provincia de Valencia, 1941 - Valencia, 6 de noviembre de 2020) fue un economista y financiero español. Presidente honorario de la Fundación ÉTNOR para la ética de los negocios y las organizaciones.

## Carrera
Emilio Tortosa es licenciado en Ciencias económicas y comerciales, censor jurado de cuentas y profesor mercantil. Se jubiló como profesor de Economía aplicada y director de la cátedra de Creatividad de la Universidad Jaime I de Castellón.
El momento más importante de su carrera llegó con su nombramiento como director general de Bancaja, cargo que ocupó  hasta 1997. Le sucedió su director general adjunto Fernando García Checa. En esta etapa entró en el Consejo del Banco de Valencia. Fue consejero del banco hasta 2007.
Influido por los valores del humanismo cristiano, Emilio Tortosa ha sido un destacado defensor de la ética en la actividad empresarial. Ha sido presidente del Centro europeo de empresas innovadoras (CEEI) hasta 2010, y en la actualidad es Presidente de la Fundación ÉTNOR para la Ética de los negocios y de las organizaciones, fundada en 1994 y dedicada a la divulgación de los valores éticos en la actividad económica y empresarial. Fue una de las primeras instituciones creadas en España con este fin. Está compuesta por empresarios, directivos y académicos.

### Artículos de revistas
- Tortosa Cosme, Emilio (1995).  Papeles de economía española nº 62 (Ejemplar dedicado a: Responsabilidad social corporativa), ed. La coyuntura económica y financiera vista por las cajas de ahorros: la experiencia de la Bancaja. pp. 303-306. ISSN 0210-9107.
- Tortosa Cosme, Emilio (2006).  Papeles de economía española nº 108 (Ejemplar dedicado a: Responsabilidad social corporativa), ed. Responsabilidad social de la empresa: un nuevo modelo de empresa. pp. 106-115. ISSN 0210-9107.
- Tortosa Cosme, Emilio (2007).  Iglesia viva: revista de pensamiento cristiano Nº 229 (Ejemplar dedicado a: Estrategias para otra Iglesia posible), ed. Babel: He aquí la globalización. pp. 131-134. ISSN 0210-1114.
- Tortosa Cosme, Emilio (2007).  Iglesia viva: revista de pensamiento cristiano Nº. 232, 2007 (Ejemplar dedicado a: ¿Catástrofe o revolución?), ed. Un sistema injusto (La Zona). p. 122. ISSN 0210-1114.

### Colaboraciones en obras colectivas
- Cortina Orts, Adela; Tortosa Cosme, Emilio (2003). Construir confianza: ética de la empresa en la sociedad de la información y las comunicaciones. pp. 11-16. ISBN 84-8164-621-0.
- Saénz de Miera, Antonio; Tortosa Cosme, Emilio (2004). El impacto del 11-S en el sector filantrópico. pp. 227-235. ISBN 84-95163-84-5.
- Ballester Fuillerat, Roberto; Tortosa Cosme, Emilio (2006). Recomendaciones sobre el buen gobierno de las empresas familiares / José Luis Olivas Martínez (pr.). pp. 151-162. ISBN 84-470-2639-6.